# Сферическая геометрия

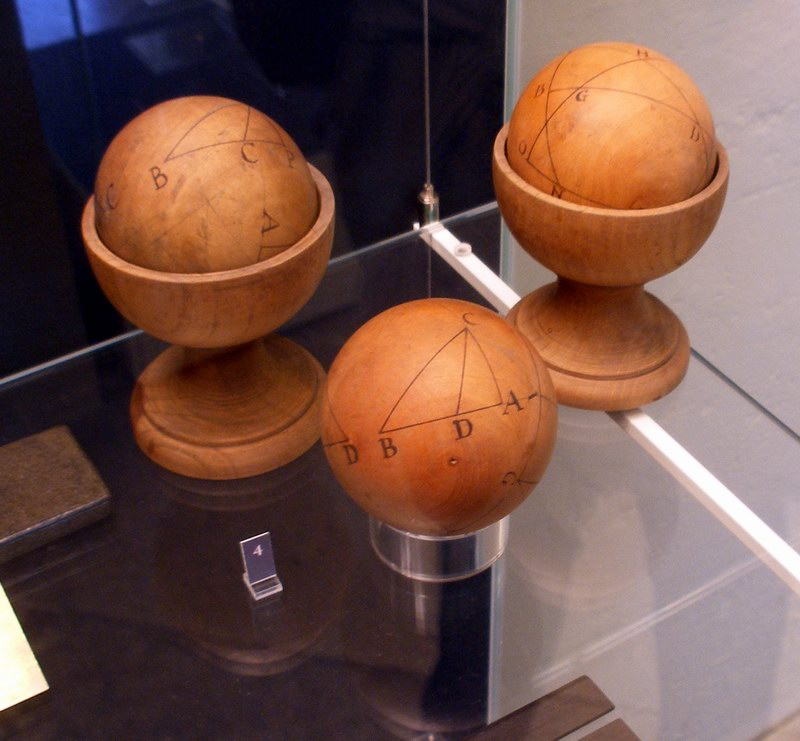
Сферическая геометрия

Сферический треугольник

Сферическая геометрия — геометрия на сфере. Раздел математики, изучающий геометрические образы на сфере в трёхмерном пространстве, аналогично тому как планиметрия изучает их на двумерном пространстве плоскости.
Основные понятия этих геометрий:
- плоской — точка плоскости, прямая на плоскости и движение плоскости;
- сферической — точка сферы, большая окружность и движение сферы.

Предмет сферической геометрии — изучение таких свойств фигур, которые не изменяются при произвольных движениях сферы.
Предмет сферической геометрии — это частный случай предмета геометрии вообще.
Предмет геометрии — изучение таких свойств фигур, которые не изменяются при произвольных движениях фигуры.
Сферическая геометрия возникла в древности в связи с потребностями астрономии и развилась в связи с потребностями астрономии, географии и мореплавания.

## Основные понятия сферической геометрии

### Происхождение сферической геометрии
Разные разделы геометрии имеют разное происхождение:
- геометрия на плоскости существенно «земного» происхождения и, как следует из самого слова «геометрия» (от др.-греч. γεωμετρία ← γῆ «земля» + μετρέω «мерить; оценивать», буквально «землемерие»), возникла из измерения небольших участков земли, которые можно рассматривать как плоские;
- сферическая геометрия, то есть геометрия на сфере, напротив, «небесного» происхождения, с этой геометрией человечество впервые столкнулось при изучении видимой небесной сферы в астрономии.

Сочинение «Сферика» Менелая приходится на ранний этап возникновения и развития сферической геометрии в древности. Результаты, описанные в этой книге, были сразу применены Клавдием Птолемеем в астрономии. В дальнейшем, с развитием естественных наук (география) и транспорта (мореплавание), сферическая геометрия стала востребована не только в астрономии, но и при изучении поверхности земного шара.
В настоящее время плоская и сферическая геометрии задействованы в науке о Земле геодезии:
- плоская геометрия служит основой низшей геодезии, то есть геодезии небольших участков земли;
- сферическая геометрия служит основой высшей геодезии, то есть геодезии больших участков земли.

Плоскость и вектор

Сфера и касательный вектор

### Общность сферической и плоской геометрий
Сферическая и плоская геометрия обладают многими общими чертами. Этот факт вытекает из того обстоятельства, что сфера «подвижна» таким же образом, как и плоскость, а именно:
- любая точка плоскости и выходящий из неё вектор (то есть направление на плоскости) соответствующее движение плоскости отображает на любую другую точку плоскости с выходящим из неё вектором (см. рисунок справа с плоскостью и направлением);
- любая точка сферы и выходящий из неё касательный вектор (то есть направление на сфере) соответствующее движение сферы отображает на любую другую точку сферы с выходящим из неё касательным вектором (см. рисунок справа со сферой и направлением).

Основные понятия этих геометрий:
- плоской — точка плоскости, прямая на плоскости и движение плоскости;
- сферической — точка сферы, большая окружность и движение сферы.

### Окружность на сфере

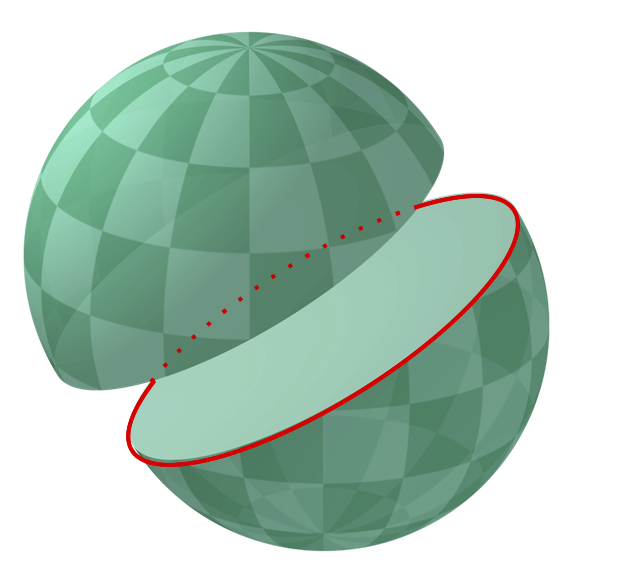
Большая окружность (большой круг)

Малая окружность (малый круг)

Окру́жность на сфе́ре (круг на ша́ре) — сечение сферы плоскостью.
Различают следующие два вида окружностей на сфере, два вида сечений сферы плоскостью.
Большая окружность (большой круг), или геодезическая линия, — окружность на сфере, плоскость сечения которой есть диаметральная плоскость, то есть проходит через центр сферы.
Сферическое расстояние между двумя точками сферы — длина дуги большой окружности, проходящей через эти две токи и не превосходящей полуокружности.
Малая окружность (малый круг) — окружность на сфере, плоскость сечения которой отлична от диаметральной плоскости, то есть не проходит через центр сферы, другими словами, это окружность на сфере, отличная от большой окружности.
Сферический центр большой окружности на сфере — точка пересечения сферы с осью окружности, то есть диаметром сферы, перпендикулярным к плоскости сечения.
Любая большая сферическая окружность имеет два диаметрально противоположных сферических центра.
Полюс большой окружности — её сферический центр, при этом сама большая окружность называется полярой полюса.

### Движение сферы
Движение сферы — преобразование сферы, сохраняющее расстояние между точками на сфере.
Предложение 1. Движение сферы переводит диаметрально противоположные точки в диаметрально противоположные.
Доказательство. При движении сферы радиуса {\displaystyle r} расстояние между диаметрально противоположными точками на сфере, которое максимально и равно {\displaystyle 2r}, сохраняется по определению, следовательно, диаметрально противоположные точки переходят в диаметрально противоположные.
Отсутствие плоской аналогии. В плоской геометрии отсутствует аналог этому свойству, поскольку на плоскости не существуют таких пары точек, для которых движение одной точки определяет движение другой.

Поворот сферы

В итоге движение на плоскости и сфере принципиально отличаются, поскольку:
- движение плоскости — это преобразование точек плоскости;
- движение сферы — это преобразование пар диаметрально противоположных точек сферы.

Поворот сферы — поворот сферы вокруг её некоторого диаметра {\displaystyle CC'} на угол {\displaystyle \alpha }. При таком повороте любая окружность сферы с осью {\displaystyle CC'} поворачивается вдоль самой себя на угол {\displaystyle \alpha }. При этом все эти окружности поворачиваются на угол {\displaystyle \alpha } в одном направлении (см. рисунок справа с поворотом сферы).

Симметрия сферы

Симметрия сферы — зеркальное отражение сферы относительно некоторой её диаметральной плоскости {\displaystyle \Pi }. При такой симметрии любая точка {\displaystyle A} отображается в такую точку {\displaystyle A'}, обладающую следующими свойствами (см. рисунок справа с симметрией сферы):
- отрезок {\displaystyle AA'} перпендикулярен плоскости {\displaystyle \Pi },
- середина отрезка {\displaystyle AA'} лежит на плоскости {\displaystyle \Pi }.

Предложение 2. Любое движение сферы есть:
- либо поворот,
- либо симметрия,
- либо композиция поворота и симметрии.

Поэтому в некотором смысле основные движения сферы — это поворот и симметрия.
Плоская аналогия. Любое движение плоскости есть:
- либо параллельный перенос,
- либо вращение,
- либо скользящая симметрия (симметрия относительно прямой — частный случай скользящей симметрии).

### Два подхода к предмету сферической геометрии
Существуют два подхода к определению предмета сферической геометрии.

#### Обычный подход
Предмет сферической геометрии — изучение таких свойств фигур, которые не изменяются при произвольных движениях сферы.
Предмет сферической геометрии — это частный случай предмета геометрии вообще.
Предмет геометрии — изучение таких свойств фигур, которые не изменяются при произвольных движениях фигуры.

Равные фигуры на сфере — фигуры на сфере, совмещающиеся некоторым движением сферы. Равные фигуры имеют одинаковые геометрические свойства.

#### Предмет сферической геометрии без симметрии

Равные сферические треугольники

Предмет сферической геометрии без симметрии — изучение таких свойств фигур, которые не изменяются только при произвольных поворотах сферы.
Художественная литература. Написан научно-фантастический роман о жизни плоских существ, которые не могут выйти за пределы сферы, на которой живут. Такой мир называется Сферландия.
Равные фигуры без симметрии на сфере — фигуры на сфере, совмещающиеся только некоторым поворотом сферы (см. на рисунке справа равные фигуры).

Симметричные сферические треугольники

Симметричные фигуры на сфере — фигуры на сфере, совмещающиеся некоторым движением сферы, но которые нельзя совместить никаким поворотом сферы (см. на рисунке справа симметричные фигуры).

#### Плоская аналогия
Геометрия на плоскости также имет два подхода к определению своего предмета. При первом под движением плоскости понимается любое её движение (параллельный перенос, поворот, симметрия относительно прямой и их композиции). При втором подходе движение плоскости — это только «движение первого рода» (параллельный перенос, поворот и их композиция).
Эти два подхода приводят к различным геометрическим системам планиметрии. При втором подходе имеются геометрические понятия, не имеющие смысла в обычное планиметрии:
- направление обхода,
- ориентированная площадь,
- псевдоскалярное произведение.

При втором подходе определение равенства фигур из первого подхода также распадается на два определения.
Равные фигуры без симметрии на плоскости — фигуры. которые переходят друг в друга при «движении первого рода», то есть эти фигуры не просто «равны» в обычном понимании этого слова, но и имеют одинаковое направление обхода (по часовой стрелке или против).
Симметричные фигуры на плоскости — фигуры, которые «равны» в обычном смысле, но не равны при «движениях первого рода», то есть имеют противоположные направления обхода.

#### Наложение равных сферических треугольников

Невозможность наложения симметричных сферических треугольников

В плоской геометрии при первом подходе равные фигуры всегда можно наложить друг на друга, пусть и за счёт выхода из плоскости в трёхмерное пространство. В сферической геометрии раница между двумя подходами к её предмету может показаться более серьёзной, поскольку никаким «механическим» перемещением в трёхмерном пространстве нельзя совместить симметричные сферические треугольники. Даже если «вынуть» симметричный треугольник из сферы и попытаться приложить его к исходному симметричному треугольнику «другой стороной», то треугольники всё равно не совместятся из-за искривлённости сферы (см. рисунок справа с симметричными красными треугольниками, выгнутыми в разные стороны).
Однако это не принципиально, потому что, если сферу поместить в четырёхмерное пространство, то тогда симметричные фигуры вполне совмещаются «механическим» перемещением, то есть при помощи «движения первого рода» в четырёхмерном пространстве.

### Принцип двойственности
Предложение 1. В сферической геометрии пара диаметрально противоположных точек есть геометрический объект.
Доказательство. Произвольное движение сферы переводит пару диаметрально противоположных точек в пару диаметрально противоположных точек.

Принцип двойственности сферической геометрии — любая теорема сферической геометрии имеет другую двойственную теорему этой геометрии, которая получается из исходной взаимной заменой слов:
- «пара диаметрально противоположных точек» и «большая окружность»;
- «лежит на» и «проходит через»;
- «соединяются» и «пересекаются».

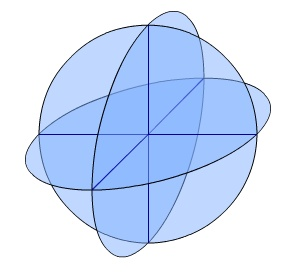
Три пары полюсов и три поляры

Доказательство. Имеют место два взаимно однозначных соответствия:
- любая большая окружность и её пара полюсов;
- пара диаметрально противоположных точек и их поляра,

и, кроме того, когда пара диаметрально противоположных точек лежит на некоторой большой окружности, то поляра этой пары точек проходит через полюсы этой окружности.

Двойственные теоремы сферической геометрии — две теоремы, тексты которых получаются друг из друга заменами принципа двойственности.
Пример. Приведём следующий пример двойственных теорем:

| любые две большие окружности пересекаются в паре диаметрально противоположных точек, | любые две пары диаметрально противоположных точек соединяются большой окружностью. |

Когда доказана одна из двойственных теорем, то доказательство остальной теоремы получается из доказательства первой заменой каждой большой окружности её полюсами, а каждой пары диаметрально противоположных точек — её полярой.